# Gajek (obwód miński)
Gajek (biał. i ros. Гаёк) – wieś na Białorusi, w obwodzie mińskim, w rejonie mińskim, w sielsowiecie Józefowo.